# アレックス・ヘンリー・フォスター
アレックス・ヘンリー・フォスター（英: Alex Henry Foster）はカナダ人シンガー・ソングライターでありミュージシャン。モントリオール出身のバンドユア・フェイバリット・エネミーズのフロントマンとして知られている。バンドは2006年に結成、2015年にはアルバム『Between Illness and Migration』がジュノー賞にノミネート。2018年、フォスターはHopeful Tragedy RecordsとSony Music/The Orchardより、初のソロプロジェクト『Windows in the Sky』のリリースを発表。リリース最初の週にはiTunesカナダのオールジャンル・アルバムランキングにてトップを飾り、発売2週目にはビルボードのカナディアン・アルバムチャートで第6位を記録した。 また、2019年にはADISQが選ぶ最優秀英語歌詞アルバムの1枚にノミネートされた。
2020年、アレックス・ヘンリー・フォスターと彼のバンドThe Long Shadowsは、 ...And You Will Know Us by the Trail of Dead と共にヨーロッパツアーを敢行。また、2020年3月20日、アルバム『Windows in the Sky』をライブ音源収録のボーナスディスク付き2枚組アルバムとして日本で発売。
2020年5月1日、アルバム『Windows in the Sky』を全世界でリリース。発売記念にイギリスのProg (magazine)のFacebookページにてライブパフォーマンスの生配信イベントを開催。モントリオール近郊にある旧カトリック教会内部に建てられたアレックス・ヘンリー・フォスターのスタジオから、60分間のバンド生演奏として配信された。また全世界リリースに伴い、アレックス・ヘンリー・フォスターは、 Rolling Stone Franceで2ページに渡って特集された。
2021年4月16日、第40回モントリオール国際ジャズフェスティバルにて開催されたパフォーマンスをLIVEアルバム＆フィルム『Standing Under Bright Lights』として自主レーベルHopeful Tragedy Recordsからリリース。この時のコンサートはソールドアウトで、フェスティバルでも最も期待されたコンサートだった。『Standing Under Bright Lights』は、 Le Devoirのレビューで4.5/5を獲得。またリリース日にはカナダのiTunesチャート”トップアルバム”のカテゴリーで見事1位に輝いた。
リリースから2週間後、『Standing Under Bright Lights』は、オーストラリアのARIAトップ50において、アルバムチャート第6位にランクイン。

## キャリア
フォスターはカナダのモントリオール出身。父親の仕事のために、幼少期は引越しを多く繰り返した。モントリオール大学を卒業後、ソーシャルワーカーとして働きながら、セフ・レムリン、ベン・レムリン、ミス・イザベルと出会い、The Riddlersという名でバンド活動を始める。のちにジェフ・ボーリュー、チャールズ・ムース・アリッシーが加入し、現在のYour Favorite Enemiesを結成。
その後、フォスターはバンド仲間と自主レーベルHopeful Tragedy Recordsを共同設立し、2009年にケベックはドラモンビルにある旧カトリック教会をスタジオ兼本部とした。設備としては音楽とマルチメディア・スタジオだけでなく、クリエイティブ・グループThe Fabrikがスクリーン印刷、バンドのグッズ制作、アナログレコードのプレス＆カットをするための機材が揃っている。  また、Your Favorite Enemiesのキーボディストでありアートデザイナーでもあるミス・イザベルとコラボレーションしたジュエリーライン“Red Crown Crane”も同じ場所で制作された。
父親を亡くしてから数年後、フォスターは2016年に単身モロッコはタンジェへ渡る決心をする。トータル約2年間タンジェに滞在しながら、デビューアルバム『Windows in the Sky』の制作に取り掛かった。 また、バンド仲間全員を呼び寄せ、タンジェの中心にプロフェッショナルな音楽スタジオを設置し、バンドの新作にも着手した。  フォスターはソロアルバム『Windows in the Sky』リリース前に東京でプレミア公開イベントを開催し、2018年11月9日に公式リリース。アルバムはiTunesカナダの”ロック”カテゴリーで第1位、さらにリリースから数日後には”オールジャンル”カテゴリーでも第1位を記録した。Muse、The Beatles、Imagine DragonsやQueenなどのビッグネームが連なる中、発売から数日間トップチャート内に留まった。
2017年、フォスターはストーリーブック「A Journey Beyond Ourselves」をリリースし、Your Favorite Enemiesのアルバム『Tokyo Sessions』の制作裏側を共有した。 また、オンライン・ライフスタイル・マガジン“The Eye View”[citation needed] をローンチし、日本のウェブロックマガジンBEEASTにて、アート、音楽、人生、また彼自身がアーティストや人として受けた影響などについてコラムを連載した。
2018年、アレックス・ヘンリー・フォースターはファースト・ソロアルバム『Windows in the Sky』をカナダ国内でリリース。2019年7月、ソロとして初めて モントリオール国際ジャズフェスティバル でライブパフォーマンスをし、アルバム『Windows in the Sky』が2019年にADISQが選ぶ最優秀英語歌詞アルバムにノミネートされた。
2020年、アレックス・ヘンリー・フォスターと彼のバンド“The Long Shadows”は、 ...And You Will Know Us by the Trail of Dead と共にヨーロッパツアーを敢行。
2020年1月、EP「Summertime Departures」をリリースし、さらにソールドアウトした モントリオール国際ジャズフェスティバル でのライブ映像をミュージックビデオとして公開。2020年3月、楽曲「The Hunter (By the Seaside Window)」の15分に及ぶショートフィルムをリリース。 Tinariwen, Tiken Jah Fakoly, Arthur H のビデオを手掛けたフランス人監督であり友人のJessie Nottolaとのコラボレーション作品で、 David Lynch にインスパイアされたこのフィルムは、カナダのモントリオール郊外で撮影された。リリースの数日後にはYouTubeでの再生回数が150,000回を突破。2020年3月20日、 モントリオール国際ジャズフェスティバル でのライブ音源が収録されたボーナスディスク付き2枚組アルバムとして、Magniphよりアルバム『Windows in the Sky』を日本でリリース。2020年4月17日リリースのタワーレコード各店舗の店長が選ぶマスターズチョイスの1枚として選ばれる。
2020年5月1日、アルバム『Windows in the Sky』が全世界でリリース。イギリスのProg (magazine)のFacebookページ上で、生配信イベントを開催。アレックスの教会スタジオより生演奏をライブ配信した。また、アルバム『Windows in the Sky』はADISQが選ぶ2019年の”最優秀英語歌詞アルバム”のカテゴリーにノミネートされた経験もあって、全世界リリース記念パフォーマンス生配信の数日前、リハーサル風景をADISQのFacebookページにて生配信。 

## 音楽的影響
フォスターは、Fugazi、Sonic Youth、Pixies、My Bloody ValentineやMars Volta、Radiohead、Mogwai、スワンズ、ニック・ケイヴなどを最近の影響として挙げており、また、音楽を始めた頃の影響として、Sex Pistols、The Clash、The Ramones、Ministry、Skinny PuppyやThe Cure、そしてパンクロック、ポストパンク、ニューウェーブ、初期のストリートエッジ・ハードコアなどのシーンを挙げている。
レフ・トルストイ、ハリール・ジブラーン、アイザック・バシェヴィス・シンガー、シャルル・ボードレール、ライナー・マリア・リルケ、オクタビオ・パス、ジャック・ケルアック、ポール・ボウルズ、アーネスト・ヘミングウェイやアレン・ギンズバーグなどの詩人・作家たちもフォスターのインスピレーションであり、影響を受けている。 アレン・ギンズバーグの作品“The Weight of the World is Love”より、その一部がアレックス・ヘンリー・フォスターのソロアルバム『Windows in the Sky』の楽曲「Shadows of Our Evening Tides」にフィーチャーされている。

## 活動
アレックス・ヘンリー・フォスターは元ソーシャルワーカーであり、積極的に人権擁護の活動をしている。フォスターは長年に渡り、アムネスティ・インターナショナルのスポークスパーソンであり、キャンペーンでコラボレーション経験もある。 フォスターは2005年に、人権への認知度向上を目的として非営利団体“Rock N Rights”を設立。また、カナダのトーク番組Tout le monde en parleやCBCラジオ番組“Medium Large"に出演し、ストリートギャングに所属していた自身の過去と、社会的正義についての見解を話した。

## 社会的貢献
アレックス・ヘンリー・フォスターは長年に渡りアムネスティ・インターナショナルと関わりがある。オフィシャル・スポークスパーソンとして活動し、カナダでのカンファレンス・スピーカーを務めたり、アムネスティ・インターナショナルの年次青年会議を開催し、Fred M'membe解放のために曲を書いた経験がある。彼のバンドYour Favorite Enemiesはアムネスティ・インターナショナル30周年記念（2007年）、平和を我等に35周年記念、そしてImagine（2004年）に参加、またMarche des femmes vers l'an 2000にてケベック自由人権憲章の51周年記念を代表し生演奏を行った。Your Favorite Enemiesは、Vans Warped Tour (2007)にて、アメリカのバンドAnti-Flagに人権についてのインタビューも行っている。
2005年、アレックス・ヘンリー・フォスターは、人権の認知度向上と教育を目的とした非営利団体“Rock N Rights”を共同設立。
2011年、日本で起きた東日本大震災の際、フォスターとYour Favorite Enemiesのメンバーは赤十字社と地元の小学校と協力して“The Hope Project”を立ち上げた。このキャンペーンは、支援、共感、励ましのメッセージを集め、パーソナル・ポストカードとして被災者たちに届けられた。
最近の活動としては、サウジアラビアのブロガー、ライフ・バダウィの表現の自由とモロッコはタンジェの100% Mamansと共に女性の権利をサポートするべくキャンペーンに参加している。

## ディスコグラフィ
スタジオアルバム
- 『Windows in the Sky』 (Hopeful Tragedy Records / Magniph, 2020)

ライヴアルバム
- Standing Under Bright Lights (Hopeful Tragedy Records, 2021)

EPs
- 「Summertime Departures」 - EP (Hopeful Tragedy Records / Magniph, 2020)
- 「The Hunter (By the Seaside Window)」 - EP (Hopeful Tragedy Records, 2020)
- 「Lavender Sky」- EP (Hopeful Tragedy Records, 2020）
- 「Snowflakes in July」 - EP (Hopeful Tragedy Records, 2020)

## 参照
1. ↑  “Five Questions With Your Favorite Enemies - Canadian Beats Media”. canadianbeats.ca. 2018年11月27日閲覧。
2. ↑  https://junoawards.ca/nomination/2015-rock-album-of-the-year-sponsored-by-siriusxm-canada-your-favorite-enemies/
3. 1 2  Bélanger, Cédric. “Alex Henry Foster: un succès inattendu”. journaldemontreal.com. 2018年11月27日閲覧。
4. ↑  “Billboard Canadian Albums: Top Albums Chart”. Billboard. 2018年12月8日閲覧。
5. ↑  “Vancouver Sun music reviews Dec. 1, 2018 - Vancouver Sun”. vancouversun.com (2018年11月27日). 2018年12月8日閲覧。
6. ↑  https://www.loudersound.com/news/alex-henry-foster-joins-prog-for-live-session-in-may
7. ↑  https://www.rollingstone.fr/le-numero-2-de-rolling-stone-hebdo-est-en-ligne/
8. ↑  “Your Favorite Enemies : épopée rock”. selection.ca. 2018年11月27日閲覧。
9. ↑  http://www.daily-rock.ca/alex-henry-foster-une-fenetre-grande-ouverte-sur-la-memoire-de-ses-vents/
10. ↑  Poisson, Yanick. “Une église transformée en studio d’enregistrement”. journaldemontreal.com. 2018年11月27日閲覧。
11. ↑  Your Favorite Enemies (2018年1月8日). “Your Favorite Enemies in documentary “Le retour du vinyle” [Canal D (excerpt)]”. 2018年11月27日閲覧。
12. ↑  “Un voyage salutaire pour Alex Henry Foster”. journalexpress.ca (2018年11月27日). 2018年12月8日閲覧。
13. ↑  “Week-end à Tanger”. lci.fr. 2018年11月27日閲覧。
14. ↑  Staff, G. G. M. (2018年7月13日). “Your Favorite Enemies making friends (and music) in Morocco and relying on Radial gear”. guitargirlmag.com. 2018年12月8日閲覧。
15. 1 2  https://www.fyimusicnews.ca/articles/2017/09/19/five-questions-…-your-favorite-enemies-alex-foster
16. ↑  https://ici.radio-canada.ca/nouvelle/1698498/alex-henry-foster-lancement-album-solo-your-favorite-enemies-drummondville-tournee
17. ↑  “Five Questions With... Alex Foster of Your Favorite Enemies”. FYIMusicNews (2016年6月28日). 2018年12月8日閲覧。
18. ↑  http://hollywoodpq.com/entrevues-13qs/alex-foster-de-your-favourite-enemies-en-13-questions-entrevue-exclusive-hollywoodpq/
19. ↑  Interview excerpts from Beeast69, also translated into English:
  - “＜Vol.1＞光が輝き続けるように／AS THE LIGHT KEEPS SHINING ON”. beeast69.com (2016年3月19日). 2018年12月8日閲覧。
  - “＜Vol.2＞再生への招待／AN INVITATION FOR REBIRTH”. beeast69.com (2016年4月22日). 2018年12月8日閲覧。
  - “＜Vol.3＞讃え、昇っていく自由な動き／Free Motions of Praise and Ascend”. beeast69.com (2016年6月2日). 2018年12月8日閲覧。
  - “＜Vol.4＞自己追放／Exile From Myself”. beeast69.com (2016年9月8日). 2018年12月8日閲覧。
  - “＜Vol.5＞自由がいつか辿り着く場所であるとき / When Freedom Is A Place In Time”. beeast69.com (2016年11月17日). 2018年12月8日閲覧。
20. ↑  Masse, Muriel. “A.H. Foster, Windows analysé – Pop Rock.ca”. poprock.ca. 2018年12月8日閲覧。
21. ↑  “Alexandre Foster/ Your Favorite Enemies”. amnistie.ca. 2018年11月27日閲覧。
22. ↑  Médias, Groupe des Nouveaux. “De la haine à l'amour - Segment - Tout le monde en parle - ICI Radio-Canada.ca”. Radio-Canada. 2018年11月27日閲覧。
23. ↑  “De néonazi à vedette du rock en Asie : le parcours atypique d'Alex Foster - Médium large - ICI Radio-Canada Premiï¿½re”. De néonazi à vedette du rock en Asie : le parcours atypique d'Alex Foster - Médium large - ICI Radio-Canada Premiï¿½re. 2018年11月27日閲覧。
24. ↑  Ricco2007 (2006年10月19日). “An Interview of Pat Thetic by Jeff of Rock N Rights(Part1)”. 2018年11月27日閲覧。
25. ↑  Inc, Nielsen Business Media (2011年4月2日). “Billboard”.   Nielsen Business Media, Inc.. 2018年11月27日閲覧。
26. ↑  Haidar, Ensaf (2016年5月31日). “The Hour of Truth”. huffingtonpost.com. 2018年11月27日閲覧。